# Deutsche Meisterschaften im Skispringen der Damen 2015

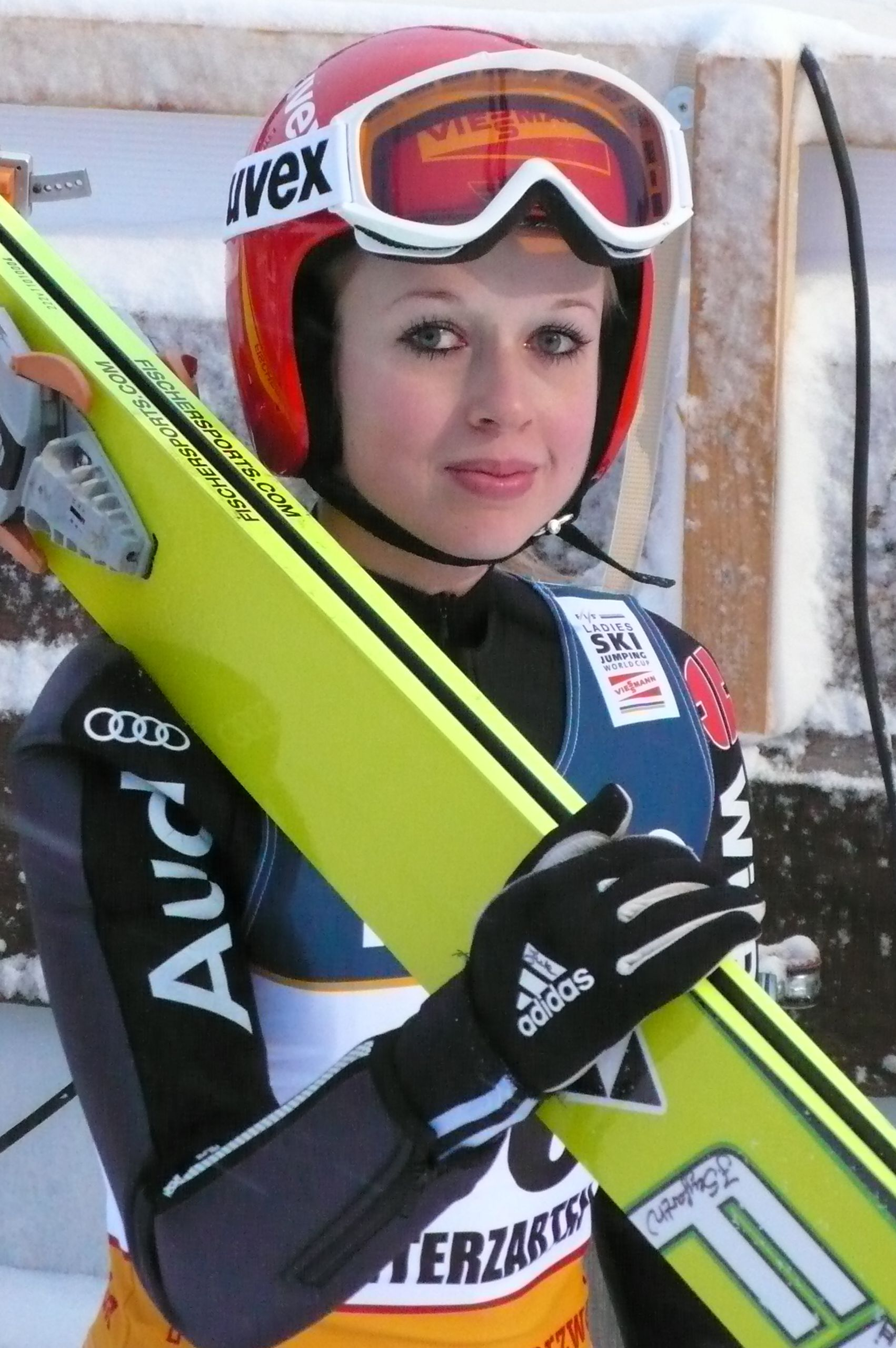
Deutsche Meisterin 2015 – Juliane Seyfarth

Die Deutschen Meisterschaften im Skispringen der Damen 2015 fanden vom 21. bis 23. August 2015 in Oberstdorf statt. Die Wettbewerbe wurden auf den Schanzen der Erdinger Arena ausgetragen. Das Einzelspringen wurde in drei Altersklassen aufgesplittet und in zwei Kategorien ausgetragen. Die Damen starteten von der HS 106 Normalschanze, die beiden Juniorinnen-Gruppen gingen von der HS 60 an den Start. Offizieller Ausrichter war neben dem Deutschen Skiverband und dem Bayerischen Skiverband der SC Oberstdorf.

## Ergebnisse

### Damen
| Platz | Sportlerin        | Verein             | Weite 1 | Weite 2 | Punkte |
| ----- | ----------------- | ------------------ | ------- | ------- | ------ |
| 1     | Juliane Seyfarth  | WSC 07 Ruhla       | 98.5    | 99.5    | 242.5  |
| 2     | Katharina Althaus | SC Oberstdorf      | 100.5   | 97.0    | 241.0  |
|       | Anna Rupprecht    | SC Degenfeld       | 99.5    | 101.5   | 241.0  |
| 4     | Luisa Görlich     | WSV 08 Lauscha     | 97.5    | 100.0   | 234.0  |
| 5     | Carina Vogt       | SC Degenfeld       | 96.5    | 93.0    | 223.5  |
| 6     | Svenja Würth      | SV Baiersbronn     | 94.5    | 98.0    | 222.0  |
| 7     | Agnes Reisch      | WSV Isny           | 95.5    | 93.5    | 220.0  |
| 8     | Sophia Görlich    | WSV 08 Lauscha     | 92.0    | 96.5    | 213.5  |
| 9     | Gianina Ernst     | SC Oberstdorf      | 92.5    | 91.5    | 209.5  |
| 10    | Pauline Heßler    | WSV 08 Lauscha     | 90.0    | 92.0    | 207.0  |
| 11    | Ulrike Gräßler    | VSC Klingenthal    | 89.5    | 92.5    | 204.0  |
| 12    | Nicole Hauer      | WSV DJK Rastbüchl  | 88.5    | 91.0    | 195.0  |
| 13    | Henriette Kraus   | SG Nickelhütte Aue | 86.0    | 90.5    | 191.5  |
| 14    | Arantxa Lancho    | SG Nickelhütte Aue | 85.5    | 81.0    | 168.5  |

### Juniorinnen Gruppe 1
| Platz | Sportlerin        | Verein             | Weite 1 | Weite 2 | Punkte |
| ----- | ----------------- | ------------------ | ------- | ------- | ------ |
| 1     | Katharina Althaus | SC Oberstdorf      | 55.5    | 56.0    | 222.3  |
| 2     | Anna Rupprecht    | SC Degenfeld       | 55.0    | 57.0    | 218.0  |
| 3     | Agnes Reisch      | WSV Isny           | 55.0    | 54.0    | 216.3  |
| 4     | Gianina Ernst     | SC Oberstdorf      | 52.0    | 56.5    | 216.1  |
| 5     | Luisa Görlich     | WSV 08 Lauscha     | 52.0    | 55.5    | 211.7  |
| 6     | Henriette Kraus   | SG Nickelhütte Aue | 51.5    | 53.0    | 201.5  |
| 7     | Sophia Görlitz    | WSV 08 Lauscha     | 51.0    | 52.0    | 198.4  |
| 8     | Arantxa Lancho    | SG Nickelhütte Aue | 48.0    | 52.5    | 192.9  |
| 9     | Pauline Heßler    | WSV 08 Lauscha     | 51.0    | 48.5    | 191.5  |
| 10    | Alexandra Seifert | VSC Klingenthal    | 46.0    | 48.0    | 174.8  |

### Juniorinnen Gruppe 2
| Platz | Sportlerin         | Verein                    | Weite 1 | Weite 2 | Punkte |
| ----- | ------------------ | ------------------------- | ------- | ------- | ------ |
| 1     | Selina Freitag     | SG Nickelhütte Aue        | 55.5    | 55.0    | 219.4  |
| 2     | Michelle Köhler    | WSV 08 Lauscha            | 53.0    | 53.5    | 218.0  |
| 3     | Alina Ihle         | SV Biberau                | 51.0    | 54.0    | 197.2  |
| 4     | Josephine Laue     | FSV Rothenburg            | 54.5    | 51.5    | 185.1  |
| 5     | Tia Kern           | ST Schonach-Rohrhardsberg | 50.0    | 48.0    | 182.9  |
| 6     | Jasmin Buchmann    | VSC Klingenthal           | 58.0    | 51.0    | 182.8  |
| 7     | Mia Ebert          | SC Willingen              | 48.5    | 48.0    | 178.8  |
| 8     | Pauline Stephani   | WSV Grüna                 | 47.0    | 48.5    | 175.4  |
| 9     | Cassandra Kremer   | WSV Isny                  | 47.0    | 48.0    | 174.2  |
| 10    | Amelie Thannheimer | SC Oberstdorf             | 49.0    | 48.0    | 173.5  |
| 11    | Sandra Müller      | WSV Grüna                 | 47.5    | 44.0    | 161.8  |
| 12    | Sophia Maurus      | TSV Buchenberg            | 45.0    | 44.0    | 157.8  |
| 13    | Maria Gerboth      | WSV Schmiedefeld          | 44.0    | 47.5    | 156.8  |
| 14    | Lilly Kübler       | SV Zschopau               | 45.0    | 44.5    | 155.5  |
| 15    | Pauline Laue       | FSV Rothenburg            | 39.0    | 41.0    | 124.7  |
| 16    | Lea Neumeister     | SC Willingen              | 38.0    | 40.0    | 124.4  |